# Catherine de Clèves
Pour les articles homonymes, voir Clèves (homonymie).
Catherine de Clèves dite aussi Catherine de Nevers, née en 1548 à Paris et morte le 11 mai 1633 au château d'Eu (Seine-Maritime), est une princesse de la cour de France dont elle a été une figure majeure des années 1570 aux années 1620. Elle a servi comme dame de compagnie ou dame d'honneur des reines Catherine de Médicis (dont elle est la filleule), Élisabeth d'Autriche, Louise de Lorraine et Marie de Médicis.
Duchesse de Guise par son mariage avec Henri de Lorraine, sa vie est étroitement associée à la maison de Guise et aux événements des guerres de religion. Après l'assassinat de son mari en 1588, elle participa activement à la Ligue. Elle est aussi la cousine germaine du roi Henri IV.

## Biographie
Catherine est la fille d'un pair de France connu pour sa fortune et ses capacités militaires, François Ier de Clèves, duc de Nevers et sa mère est Marguerite de Bourbon-Vendôme, sœur aînée du roi Antoine de Navarre. Catherine est donc une cousine germaine du roi Henri IV de France. Elle est aussi la sœur d'Henriette de Clèves, duchesse de Nevers, et de Marie de Clèves, princesse de Condé. À la cour de Charles IX, on les surnommait les trois Grâces.
Le 4 octobre 1560, elle épouse à l'âge de douze ans le prince de Porcien, Antoine de Croy, qui devint par la suite chef protestant et qui devait mourir jeune en 1567. Catherine devient une première fois veuve à l'âge de dix-neuf ans. En 1570, elle épouse en secondes noces le très puissant duc de Guise, Henri de Lorraine. Devenue duchesse de Guise, elle donne à son époux quatorze enfants dont la moitié survivent. 
En 1578, elle est compromise dans une histoire de galanterie qui provoqua la mort de l'un des mignons du roi Henri III, Paul de Stuer (en), sieur de Saint-Mégrin. Celui-ci recherchait les faveurs de Catherine, mais le duc de Guise qui avait des raisons politiques de s'en débarrasser et qui avait surpris son épouse en train d'écrire au galant, décida de le faire assassiner.
Catherine ne pardonna jamais au roi l'assassinat de son mari à Blois en 1588. Elle prit farouchement parti pour la Ligue et approuva l'assassinat du roi au mois d'août 1589. Elle soutint son fils Charles devenu duc de Guise à la mort de son père. Elle appuya en vain sa candidature à la couronne de France lors des États généraux de 1593. Elle ne se rallia à Henri IV que lorsque celui-ci se convertit à la religion catholique en 1593 mais participa aux négociations pour lui rallier son fils aîné, conclues en 1595.
Catherine de Clèves fut par la suite, la première dame d'honneur de Marie de Médicis, épouse d'Henri IV. Pendant les troubles de la régence au début du règne de Louis XIII, elle conseilla à son fils Charles de ne pas participer aux soulèvements nobiliaires. Les Guise furent donc un des soutiens les plus fermes du gouvernement de Marie de Médicis. En conséquence, lorsque Louis XIII prit le pouvoir, Catherine de Clèves partagea l'exil de celle-ci à Blois.
Revenue plus tard à la cour, Catherine de Clèves continua malgré son âge à défendre les intérêts de la Maison de Guise. L'abaissement des Grands par Richelieu, et la mort de sa fille la princesse de Conti Louise-Marguerite, en 1631, lui portèrent un coup très dur.  Catherine se retira alors au château d'Eu où elle mourut en 1633, à l'âge de 85 ans.

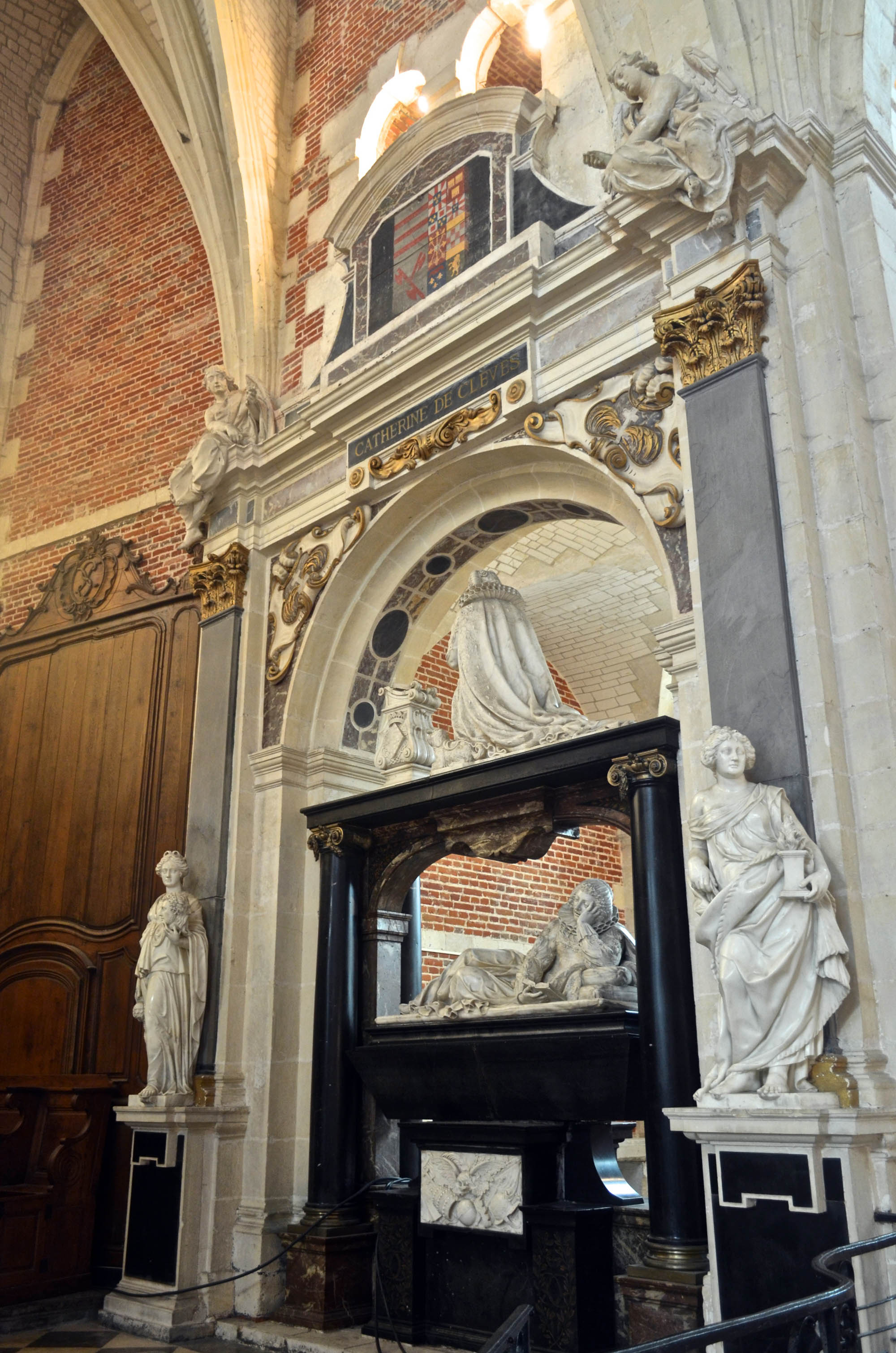
Son orant en la chapelle des Jésuites.

Elle est inhumée dans la chapelle du collège des Jésuites d'Eu qu'elle avait fait construire comme comtesse d'Eu de 1611 à 1624. Elle y avait notamment commandé un somptueux monument funéraire pour elle et un autre pour son défunt mari. Ces sépultures existent toujours dans le chœur de cette chapelle, surmontées  de leurs statues en marbre, sculptées en Italie .

### Mariage et enfants
D'Henri le Balafré, duc de Guise, elle eut :
- Charles Ier (° 1571 † 1640), duc de Guise
- Henri (° 1572 † 1574)
- Catherine (° 1573 † 1573)
- Louis (° 1575 † 1621), cardinal de Guise, archevêque de Reims
- Charles (° 1576 † 1576)
- Marie (° 1577 † 1582)
- Claude (° 1578 † 1657), duc de Chevreuse, épouse en 1622 Marie de Rohan
- Catherine (° 1579 † jeune)
- Christine (° 1580 † 1580)
- François (° 1581 † 1582)
- Renée (° 1585 † 1626), abbesse de Saint-Pierre à Reims
- Jeanne (° 1586 † 1638), abbesse de Notre-Dame de Jouarre
- Louise-Marguerite (° 1588 † 1631), mariée en 1605 à François de Bourbon (° 1558 † 1614), prince de Conti
- François-Alexandre (° 1589 † 1614)

## Dans la littérature
Le personnage de Catherine de Clèves a inspiré des œuvres comme :
- Henri III et sa cour, pièce de théâtre d'Alexandre Dumas (1829) ;
- Fortune de France, la série de Robert Merle, en particulier dans les tomes VII (La Volte des vertugadins) et VIII, où elle est l'un des principaux personnages.

## Pour approfondir